# حزب همبستگی ملی بلوچستان
حزب همبستگی ملی بلوچستان (بلوچی: بلوچستانءِ راجی تپاکی گل) یک حزب سیاسی در بلوچستان ایران است.

## تاریخچه
ریشه های تأسیس حزب همبستگی ملی بلوچستان (بلوچی: راجی تباکی) به تشکیل سازمان هماهنگی اعتراضات بلوچستان (سهاب) که سال ۱۳۹۳ توسط حبیب‌الله سربازی تأسیس شد بازمی‌گردد. این حزب در ۱۴ اردیبهشت ۱۳۹۹ با برگزاری اولین کنگره موجودیت خود را اعلام کرد و سرنگونی حکومت جمهوری اسلامی ایران و احیای دولت ملی بلوچستان را هدف خود اعلام کرد. و اولین دبیرکل آن حبیب‌الله سربازی انتخاب شد. در سال ۲۰۲۴ در پی برگزاری کنگرۀ دوم مهیم سرخوش سخنگوی حزب به عنوان دومین دبیرکل آن انتخاب شد.

## رابطه با سایر جریان‌ها
راجی تپاکی از زمان تأسیس خود سعی داشته با سایر احزاب و اپوزیسیون ایران ارتباط برقرار کند. در سال ۲۰۲۳ راجی تپاکی به همراه مقاومت ملی آذربایجان(درنیش)  و جنبش دانشجویی آذربایجان (آزوح) و حركة النضال العربي الأحواز و حزب دموکرات آذربایجان جنبوبی و حزب راه آزادی قشقایی و حزب مرکزی آذربایجان ائتلاف دموکراتیک ملت‌ها در ایران
را تشکیل دادن

## کنگره‌ها
- کنگره اول: ۱۴ اردیبهشت ۱۳۹۹
- کنگره دوم: ۲۲ اردیبهشت ۱۴۰۳

## رهبران
- حبیب‌الله سربازی (۱۳۹۹-۱۴۰۳)
- مهیم سرخوش (۱۴۰۳- )